# Otto Wallach
Otto Wallach (27. března 1847, Königsberg – 26. února 1931, Göttingen) byl německý chemik židovského původu. V roce 1910 obdržel Nobelovu cenu za chemii za práce na poli acyklických sloučenin. Zaměřoval se také na výzkum chemické podstaty olejů a terpenů. Podařilo se mu vypracovat metody jejich extrakce a objevil cestu k umělému získávání terpenů.
Je po něm pojmenován měsíční kráter Wallach.